# Liste des épisodes de Clannad
Cet article est un complément de l’article sur le visual novel Clannad. Il contient la liste des épisodes de l'adaptation en anime composée de deux saisons. Les titres français viennent de la traduction utilisée lors de la diffusion de la série sur ADN,.

## Liste des épisodes

### Saison 1: Clannad
| n°      | Titre                                | Titre anglais                                            | Titre japonais                                             | Date de diffusion |
| ------- | ------------------------------------ | -------------------------------------------------------- | ---------------------------------------------------------- | ----------------- |
| 1       | "Sur la pente aux cerisiers"         | "On The Hillside Path Where The Cherry Blossoms Flutter" | "Sakura Maichiru Sakamichi de" (桜舞い散る坂道で)          | 4 octobre 2007    |
| 2       | "Le premier pas"                     | "The First Step"                                         | "Saisho no Ippo" (最初の一歩)                              | 11 octobre 2007   |
| 3       | "Après les larmes"                   | "Once Again After Crying"                                | "Namida no Ato ni Mō Ichido" (涙のあとにもう一度)          | 18 octobre 2007   |
| 4       | "Recrutement"                        | "Let's Find Friends"                                     | "Nakama o Sagasō" (仲間をさがそう)                         | 25 octobre 2007   |
| 5       | "Sculptures à perte de vue"          | "The Scenery With A Carving"                             | "Chōkoku no Aru Fūkei" (彫刻のある風景)                    | 1er novembre 2007 |
| 6       | "La fête du lycée des sœurs Ibuki "  | "The Older And Younger Sister's Founder's Festival"      | "Ane to Imōto no Sōritsushasai" (姉と妹の創立者祭)         | 8 novembre 2007   |
| 7       | "Sentiments en forme d'étoile"       | "Star-Shaped Feelings"                                   | "Hoshigata no Kimochi" (星形の気持ち)                      | 15 novembre 2007  |
| 8       | "Le vent se dissipant au crépuscule" | "The Wind That Vanishes Into The Twilight"               | "Tasogare ni Kieru Kaze" (黄昏に消える風)                  | 22 novembre 2007  |
| 9       | "Jusqu'au bout du rêve"              | "Until The End Of The Dream"                             | "Yume no Saigo Made" (夢の最後まで)                        | 29 novembre 2007  |
| 10      | "Le défi du petit génie "            | "The Girl Genius' Challenge"                             | "Tensai Shōjo no Chōsen" (天才少女の挑戦)                  | 6 décembre 2007   |
| 11      | "Le capriccio après les cours"       | "The After School Rhapsody"                              | "Hōkago no Kyōsōkyoku" (放課後の狂想曲)                    | 13 décembre 2007  |
| 12      | "Un monde dissimulé"                 | "Hidden World"                                           | "Kakusareta Sekai" (かくされた世界)                        | 20 décembre 2007  |
| 13      | "Le Jardin des souvenirs"            | "Garden of Memories"                                     | "Omoide no Niwa o" (思い出の庭を)                          | 10 janvier 2008   |
| 14      | "Theory of everything"               | "Theory Of Everything"                                   | -                                                          | 17 janvier 2008   |
| 15      | "Un léger problème"                  | "Stuck Problem"                                          | "Komatta Mondai" (困った問題)                              | 24 janvier 2008   |
| 16      | "3 on 3"                             | "3 On 3"                                                 | -                                                          | 31 janvier 2008   |
| 17      | "En son absence"                     | "A Room Without Anyone"                                  | "Fuzai no Kūkan" (不在の空間)                              | 7 février 2008    |
| 18      | "Le secret d'une remontée"           | "Counter Measures"                                       | "Gyakuten no Hisaku" (逆転の秘策)                          | 14 février 2008   |
| 19      | "Son nouveau quotidien"              | "A New Life"                                             | "Atarashii Seikatsu" (新しい生活)                          | 28 février 2008   |
| 20      | "Les secrets du passé"               | "A Hidden Past"                                          | "Himerareta Kako" (秘められた過去)                         | 6 mars 2008       |
| 21      | "Les préparatifs de la fête"         | "Face Toward The School Festival"                        | "Gakuensai ni Mukete" (学園祭に向けて)                     | 13 mars 2008      |
| 22      | "Les ombres qui la hantent"          | "Two Shadows"                                            | "Kage Futatsu" (影二つ)                                    | 20 mars 2008      |
| Spécial | "Singulières vacances d'été"         | "The Events Of Summer Holidays"                          | "Natsuyasumi no Dekigoto" (夏休みの出来事)                 | 27 mars 2008      |
| OVA     | "Un autre monde : Tomoyo After"      | "Another World: Tomoyo Chapter"                          | "Mō Hitotsu no Sekai Tomoyo-hen" (もうひとつの世界 智代編) | 16 juillet 2008   |

### Saison 2: Clannad After Story
| n°      | Titre                            | Titre en anglais                   | Titre en japonais                                      | Date de diffusion |
| ------- | -------------------------------- | ---------------------------------- | ------------------------------------------------------ | ----------------- |
| 1       | "Adieux à l'été"                 | "The Goodbye at the End of Summer" | "Natsu no Owari no Sayonara" (夏の終わりのサヨナラ)    | 3 octobre 2008    |
| 2       | "Sur la piste d'un amour fictif" | "Search for False Love"            | "Itsuwari no Ai o Sagashite" (いつわりの愛をさがして)  | 10 octobre 2008   |
| 3       | "Cœurs en désunion"              | "Disagreeing Hearts"               | "Surechigau Kokoro" (すれちがう心)                     | 17 octobre 2008   |
| 4       | "Avec le même sourire"           | "With the Same Smile as That Day"  | "Ano Hi to Onaji Egao de" (あの日と同じ笑顔で)         | 24 octobre 2008   |
| 5       | "Une saison avec toi"            | "The Season You Were In"           | "Kimi no Ita Kisetsu" (君のいた季節)                   | 31 octobre 2008   |
| 6       | "Toujours à tes côtés"           | "Forever By Your Side"             | "Zutto Anata no Soba ni" (ずっとあなたのそばに)        | 7 novembre 2008   |
| 7       | "Là où est sa place"             | "Her Whereabouts"                  | "Kanojo no Ibasho" (彼女の居場所)                      | 14 novembre 2008  |
| 8       | "Un combat valeureux"            | "Valiant Fight"                    | "Yūki Aru Tatakai" (勇気ある戦い)                      | 21 novembre 2008  |
| 9       | "En plein milieu de la pente"    | "En Route on the Sloped Road"      | "Sakamichi no Tochū" (坂道の途中)                      | 28 novembre 2008  |
| 10      | "La saison du commencement"      | "Season of Beginnings"             | "Hajimari no Kisetsu" (始まりの季節)                   | 5 décembre 2008   |
| 11      | "La fête promise"                | "The Promised Founder's Festival"  | "Yakusoku no Sōritsushasai" (約束の創立者祭)           | 12 décembre 2008  |
| 12      | "Événement imprévu"              | "Sudden Events"                    | "Totsuzen no Dekigoto" (突然の出来事)                  | 19 décembre 2008  |
| 13      | "Fin d'études"                   | "Graduation"                       | "Sotsugyō" (卒業)                                      | 8 janvier 2009    |
| 14      | "Une nouvelle famille"           | "A New Family"                     | "Atarashii Kazoku" (新しい家族)                        | 15 janvier 2009   |
| 15      | "Poignants vestiges d'été"       | "In the Remains of Summer"         | "Natsu no Nagori ni" (夏の名残に)                      | 22 janvier 2009   |
| 16      | "Ténèbres teintées de blanc"     | "White Darkness"                   | "Shiroi Yami" (白い闇)                                 | 29 janvier 2009   |
| 17      | "Tragédie estivale"              | "Summertime"                       | "Natsujikan" (夏時間)                                  | 5 février 2009    |
| 18      | "Aux confins de la Terre"        | "The Ends of the Earth"            | "Daichi no Hate" (大地の果て)                          | 12 février 2009   |
| 19      | "À la maison"                    | "The Road Home"                    | "Ieji" (家路)                                          | 19 février 2009   |
| 20      | "Espiègle brise marine"          | The Tidal Breeze's Mischief"       | "Shiokaze no Tawamure" (汐風の戯れ)                    | 26 février 2009   |
| 21      | "La fin du Monde"                | "The End of the World"             | "Sekai no Owari" (世界の終わり)                        | 5 mars 2009       |
| 22      | "La paume d'une petite main"     | "Small Palms"                      | "Chiisana Tenohira" (小さな手のひら)                   | 12 mars 2009      |
| Spécial | "Les anecdotes du passé"         | "The Event from One Year Before"   | "Ichinen Mae no Dekigoto" (一年前の出来事)             | 19 mars 2009      |
| Résumé  | "Sous le feuillage vert"         | "Under the Green Tree"             | "Midori no Ki no Shita de" (緑の樹の下で)              | 26 mars 2009      |
| OVA     | "Un autre monde : Kyou after"    | "Another World: Kyou Chapter"      | "Mō Hitotsu no Sekai Kyou-hen" (もうひとつの世界 杏編) | 1er juillet 2009  |